# Cantó de Sainte-Rose
El cantó de Sainte-Rose és un cantó de l'illa de la Reunió, regió d'ultramar francesa de l'oceà Índic. Correspon a la comuna de Sainte-Rose.

## Història
| Data d'elecció | Identitat            | Partit |
| -------------- | -------------------- | ------ |
| 2001 -         | Bruno Mamindy-Pajany |        |

## Evolució demogràfica
| 1968  | 1975  | 1982  | 1990  | 1999  | 2006  |
| ----- | ----- | ----- | ----- | ----- | ----- |
| 4 761 | 4 850 | 5 265 | 5 761 | 6 545 | 6 664 |